# Karl Theodor Gutjahr
Karl Theodor Gutjahr (* 17. Januar 1773 in Sorau; † 4. Oktober 1809 in Rappenhagen) war ein deutscher Jurist, Schriftsteller und Hochschullehrer.  Sein Pseudonym war „August Sellow“.
Gutjahr studierte in Leipzig und promovierte dort 1796. Danach war er Dozent in Leipzig und seit 1804 Professor der Rechte in Greifswald. Im Jahre 1806 wurde er zum Rektor der Universität gewählt.

## Schriften
- Entwurf des Naturrechts. Leipzig 1799. (Google Books)
- Strafe und Bestrafung. Leipzig 1800. (Google Books)
- Populäre Darstellung des Staatsrechts. Leipzig 1801. (Google Books)
- Antonio Caduti. 1801.